# Episodi di Derek (prima stagione)
La serie televisiva Derek va in onda sul canale britannico Channel 4 dal 30 gennaio 2013.
La prima stagione, composta da sei episodi, è stata trasmessa nel Regno Unito dal 30 gennaio al 6 marzo 2013. In Italia è disponibile su Netflix.
È stata inoltre confermata la produzione di una seconda stagione.
| nº | Titolo originale | Titolo italiano | Prima TV USA     | Prima TV Italia |
| -- | ---------------- | --------------- | ---------------- | --------------- |
| 1  | Episode 1        |                 | 30 gennaio 2013  |                 |
| 2  | Episode 2        |                 | 6 febbraio 2013  |                 |
| 3  | Episode 3        |                 | 13 febbraio 2013 |                 |
| 4  | Episode 4        |                 | 20 febbraio 2013 |                 |
| 5  | Episode 5        |                 | 27 febbraio 2013 |                 |
| 6  | Episode 6        |                 | 6 marzo 2013     |                 |